# Anthurium pescadilloense
Anthurium pescadilloense är en kallaväxtart som beskrevs av Thomas Bernard Croat. Anthurium pescadilloense ingår i släktet Anthurium och familjen kallaväxter. Inga underarter finns listade.